# Forest of Bere
Forest of Bere är en skog i Storbritannien.   Den ligger i riksdelen England, i den södra delen av landet, 90 km sydväst om huvudstaden London.